# فوردهم، نورفک
فوردهم (به انگلیسی: Fordham) یک روستا و محله مدنی در بریتانیا است که در King's Lynn and West Norfolk واقع شده‌است. فوردهم ۸٫۹۴ کیلومتر مربع مساحت و ۷۱ نفر جمعیت دارد.